# Canzone per un'amica
Canzone per un'amica (nota anche come In morte di S.F.) è un brano musicale di Francesco Guccini, scritta nel 1967 e pubblicata nello stesso anno all'interno del suo primo album, Folk beat n. 1. È nota per essere stata da sempre la canzone di apertura di ogni suo concerto.

## Storia
La genesi della canzone deriva dalla morte di una cara amica di Guccini nel 1966 (Silvana Fontana). Così racconta Franco Ceccarelli componente della band Equipe 84, di cui Francesco era collaboratore:
(Franco Ceccarelli)
La notizia arrivò alle orecchie del cantautore mentre stava finendo di registrare le canzoni del suo album di esordio Folk beat n. 1 a Milano; tornato a Pavana, scrisse quindi un brano in suo onore, In morte di S.F., con gli accordi del chitarrista Deponti, e lo inserì all'ultimo minuto nell'album. Il brano In morte di S.F., fu poi ridepositato dopo l'iscrizione di Guccini alla SIAE, con il testo a suo nome (la musica rimase intestata a Deponti), con delle lievi modifiche, ma soprattutto col titolo cambiato (per consentirne il rideposito) in Canzone per un'amica. L'ANAS, infatti, fece pressioni per evitare una cattiva pubblicità in tema di sicurezza stradale, riuscendo a farle cambiare il titolo e a censurarla.
Nell'archivio delle opere musicali SIAE sono presenti, come opere distinte, sia In morte di S.F. sia Canzone per un'amica, e per entrambe l'unico autore è Francesco Guccini. Guccini, nelle incisioni dal vivo, userà sempre il nuovo titolo.
Il brano piacque così tanto anche ad Augusto Daolio, allora leader dei Nomadi, che la volle incidere l'anno successivo con la sua band (è contenuta nell'album I Nomadi).
Nel 1979 Guccini cantò la canzone al concerto tenuto all'Arena Civica di Milano il 14 giugno per Demetrio Stratos, sul disco derivante da quel concerto la canzone è accreditata con il titolo Per un amico.
Nel 1995 Enrico Ruggeri eseguì la canzone in versione rock (con il titolo Canzone per una amica) per l'album Tributo ad Augusto dedicato al cantante storico dei Nomadi Augusto Daolio.
Nel 1997 gli Aton's ne hanno inciso una versione prog-rock nella compilation Zarathustra's Revenge (Mellow Records).
Nel 2012 i Luf la reinterpretano nell'album "I Luf cantano Guccini".
Nel 2020 Graziano Romani la incide nell'album "Augusto. Omaggio alla voce dei Nomadi".

## L'incidente stradale
L'incidente stradale che ispirò il brano avvenne il 2 agosto 1966, sull'autostrada del Sole. 
A circa 10 km dal casello di Reggio Emilia, la Rover 2000 TC su cui viaggiava Silvana Fontana con il fidanzato, improvvisamente valicò l'aiuola spartitraffico, piombando sulla corsia di senso opposto e scontrandosi frontalmente con la Fiat 1500 di due bolognesi, che morirono sul colpo, mentre Silvana spirò tre ore dopo nel nosocomio del vicino capoluogo provinciale. L'unico a salvarsi fu il fidanzato.